# Propaganda en Corea del Norte
La propaganda política de Corea del Norte -la cual ha sido históricamente construida en torno al culto a la personalidad de Kim Il-sung, de su hijo Kim Jong-il y de su nieto Kim Jong-un- descansa sobre el concepto ideológico Juche de “autosuficiencia”.
Desde su nacimiento hasta la actualidad, la propaganda norcoreana ha sido omnipresente.

## Culto a la personalidad

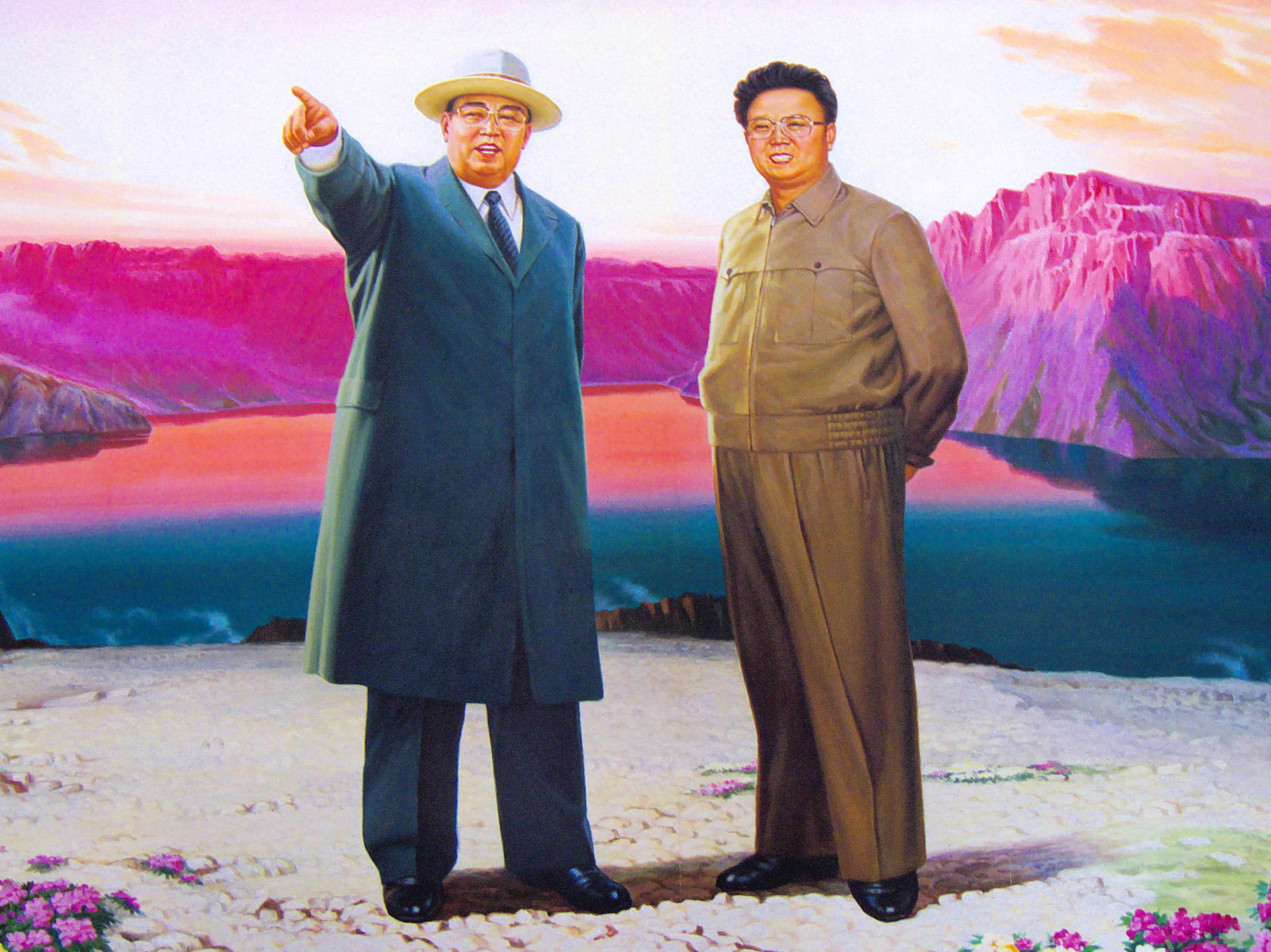
Kim Il-sung (izquierda) con su hijo Kim Jong-il en el monte Paektu.

Entre las décadas de 1950 y la primera mitad de la de 1990, la propaganda política norcoreana fue crucial para la formación y promoción del culto a la personalidad centrado en torno a la figura de Kim Il-sung (1912-1994), quien fuese el fundador y líder supremo de la comunista República Popular Democrática de Corea.
El entonces régimen soviético estalinista comenzó a adiestrarlo o prepararlo, particularmente como un luchador que participó de la resistencia contra la ocupación japonesa, antes de ayudarlo a tomar el poder y fundar la República Popular Democrática de Corea (RPDC) el 9 de septiembre de 1948. No obstante, el sistema político norcoreano rápidamente superó al respecto a los modelos de las (en esa época autodenominadas) democracias populares de Europa Oriental.
En lugar de realmente mostrarlo viviendo en un pueblo soviético cercano a la ciudad de Jabárovsk, en el extremo oriente de Rusia, durante la resistencia contra la ocupación militar japonesa, la propaganda oficial dice que fue un muy prominente miembro de una guerrilla que luchó desde una presunta base secreta. Una vez que las relaciones bilaterales con la Unión Soviética empeoraron (sobre todo a partir del denominado “Discurso secreto” antiestalinista pronunciado por el líder soviético Nikita Jrushchov el 25 de febrero de 1956), el rol que aquel estado había desempeñado comenzó a ser expurgado de la historiografía oficial norcoreana, así como el jugado por todos los otros nacionalistas hasta finalmente llegar a sostenerse que el propio Kim Il-sung fue el único y exclusivo fundador del comunista Partido de los Trabajadores de Corea. Suele a veces ser mostrado en acción durante la guerra de Corea (1950-1953), la cual si bien suele ser presentada como una “victoria gloriosa” (aunque en realidad terminó en una suerte de empate), no obstante terminó devastando el país. En particular, se muestra a los soldados que participaron de dicha contienda bélica como inspirados por él. En consecuencia, varias historias narran su presencia y guía in situ en varios lugares a lo largo de dicha guerra, muchas de las cuales son abiertamente ficticias. Esto ha sido complementado por propaganda en representación de su hijo, Kim Jong-il.
La carestía de comida derivó en algunas anécdotas de Kim insistiendo en que él disponía de los mismos magros alimentos que el resto de los norcoreanos.
Posteriormente, comenzaron los esfuerzos propagandísticos para lanzar y posicionar la figura del “Joven General” Kim Jong-un, después de que su hijo mayor Kim Jong-nam fuese vergonzosamente descubierto con un pasaporte japonés falso en mayo de 2001, mientras intentaba ingresar al Japón con el aparente propósito de visitar el parque temático Tokyo Disneyland.

## Relaciones exteriores

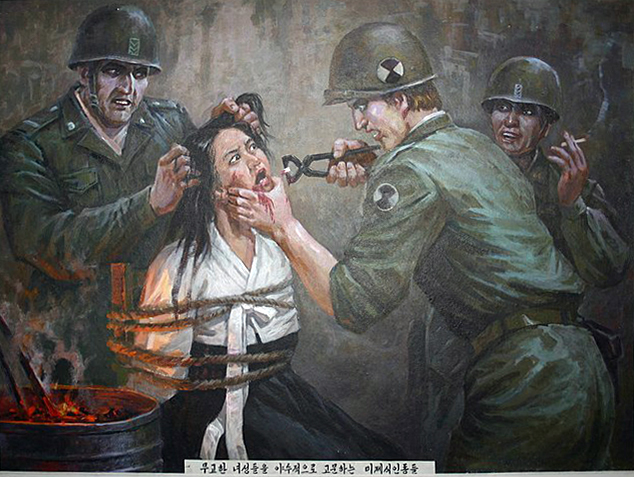
Mural del Museo de Sinchon de las atrocidades de guerra estadounidenses que muestra las atrocidades supuestamente cometidas por soldados de Estados Unidos durante la guerra de Corea.

La propaganda temprana de Corea del Norte, durante la segunda mitad de la década de 1940, presentaba a sus relaciones exteriores con la Unión Soviética estalinista como muy cordiales y cercanas, con frecuencia mostrando a los soviéticos como una suerte de figuras maternales frente a coreanos que eran presentados como “niños”. No obstante, tan pronto como las relaciones bilaterales se volvieron menos cordiales, los rusos comenzaron a ser expurgados de los registros de la historiografía oficial de Corea del Norte. Asimismo, el colapso y desmembramiento de la Unión Soviética, sin haber disparado ni un solo tiro, es a veces mostrado con intenso desdén en fuentes que no son accesibles a los rusos.
Por su parte, los estadounidenses son mostrados de una forma particularmente negativa. Son presentados como una raza inherentemente malvada, con los cuales la hostilidad es la única forma posible de relación. Además, la guerra de Corea es presentada como una fuente de todo tipo de atrocidades, no tanto por las incursiones de bombardeo realizadas por la Fuerza Aérea de los Estados Unidos (USAF) sino más bien debido a las masacres (supuestas o reales) cometidas por los soldados estadounidenses.
Por su parte, Japón es frecuentemente descrito como una potencia colonial. Cuando en verdad el colonialismo nipón terminó forzosamente en 1945, tras los sendos bombardeos atómicos estadounidenses sobre Hiroshima y Nagasaki respectivamente, que contribuyeron a que dicho país formalmente firmase su rendición el 2 de septiembre de ese año a bordo del acorazado USS Missouri. Además el archipiélago nipón es representado por los norcoreanos como rapaz y peligroso, tanto durante el período colonial como después. La propaganda norcoreana resalta con frecuencia el peligro de la remilitarización japonesa. Al mismo tiempo, la intensidad de la propaganda antijaponesa atraviesa repetidas fluctuaciones, según la mejora o deterioro de las relaciones diplomáticas entre Japón y Corea del Norte. En los períodos cuando las relaciones diplomáticas de Corea del Norte con Japón eran mejores que con Corea del Sur, la propaganda norcoreana ignoraba la disputa sobre las rocas de Liancourt. Sin embargo, si Pionyang se veía amenazado por la mejora de las relaciones diplomáticas de Corea del Sur con Japón, o buscaba cooperar con Seúl contra Tokio, la prensa norcoreana rápidamente ponía el tema en debate a fin de causar roces en las relaciones diplomáticas entre Japón y Corea del Sur.
Los países amistosos son descritos casi exclusivamente como países tributarios. El periodista inglés Christopher Hitchens resaltó en el ensayo A Nation of Racist Dwarfs (Una nación de enanos racistas) que la propaganda norcoreana tiene un ángulo abiertamente racista y nacionalista:

Las mujeres norcoreanas que retornan de China embarazadas - el principal aliado y protector del régimen - son obligadas a abortar. Los carteles y pancartas que describen a todos los japoneses como bárbaros solo son igualados por las formas en que los estadounidenses son caricaturizados como monstruos con narices ganchudas.

### Corea del Sur

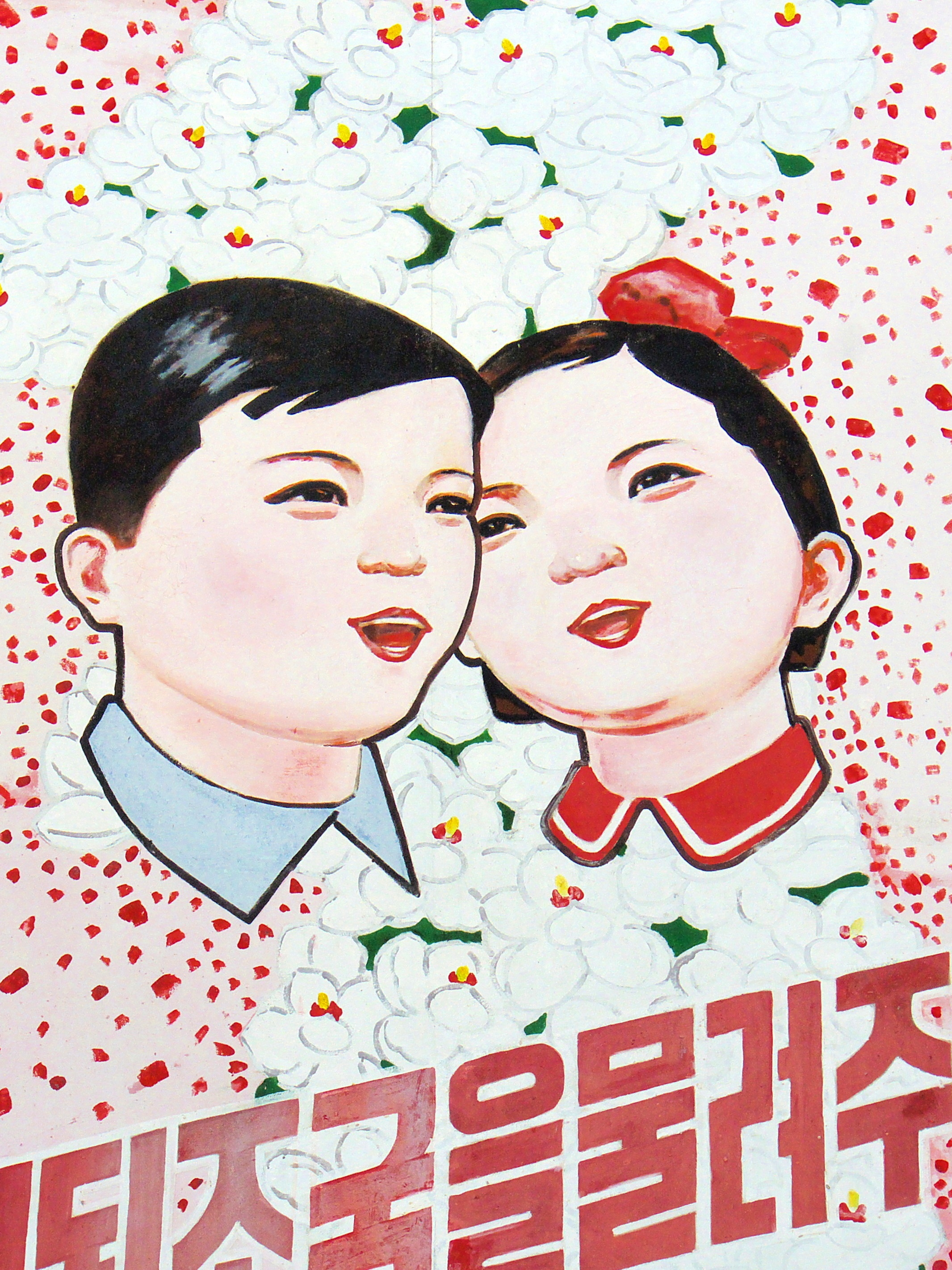
Detalle de un mural de propaganda en la Zona desmilitarizada de Corea.

Corea del Sur, la archirrival ideológica, era originalmente representada como una tierra golpeada por la pobreza, donde los soldados estadounidenses les dispararon a los niños. No obstante, hacia el año 1990 ya se había filtrado hacia Corea del Norte una relativamente importante cantidad de información como para seguir evitando que los norcoreanos se enterasen que el nivel de vida de los surcoreanos era mayor, y por lo tanto la propaganda terminó admitiendo dicho hecho (o, por lo menos, lo hizo en cierto grado). Empero se hace hincapié en que este hecho no había evitado que los surcoreanos siguiesen añorando la (re)unificación y la “purificación”.

## Orgullo racial
La propaganda oficial de Corea del Norte suele con cierta frecuencia aseverar que los norcoreanos son la más pura de las razas, teniendo un presunto vínculo místico con la belleza natural del paisaje. El color blanco es asociado a esta “pureza”, como en el caso de la pintura “Guerra de liberación de la patria” (en referencia al conflicto bélico de Corea), donde se retrata a partisanas o guerrilleras lavando sus blusas blancas, a pesar de que de haber sucedido algo así en la realidad, dicha falta de camuflaje las hubiese eventualmente hecho visibles y víctimas de potenciales ataques enemigos.
Las históricas representaciones real socialistas solían mostrar a obreros y campesinos preparándose -e incluso capacitándose intelectualmente- para enfrentar las dificultades (como las relacionadas con la colectivización durante fines de la década de 1920 y la primera mitad de 1930) o para hacer frente a duras adversidades (como las derivadas de la denominada Gran Guerra Patria de 1941-1945). De esa manera, se llegaría a eventualmente industrializar la Unión Soviética, alcanzar el estadio de sociedad socialista desarrollada y eventualmente comenzar a construir o edificar la primera etapa del utópico comunismo predicho por Karl Marx en el siglo XIX. En contraste, la imagen usual sugerida por la literatura norcoreana es la de una virtud espontánea que se levanta contra el intelectualismo, pero que naturalmente hace lo que es “ideológicamente correcto”.
Las historias suelen asimismo representar a personajes coreanos que tienen algunos defectos menores, quienes no obstante -por supuesto- son fácilmente reformados debido a su supuestamente pura naturaleza. Esto ha derivado en problemas de excesiva falta de conflictividad, y por lo tanto de monotonía.
Por su parte, la archirrival ideológica de Corea del Sur es con frecuencia representada como un lugar de “peligrosa contaminación racial”.

## Lo militar primero

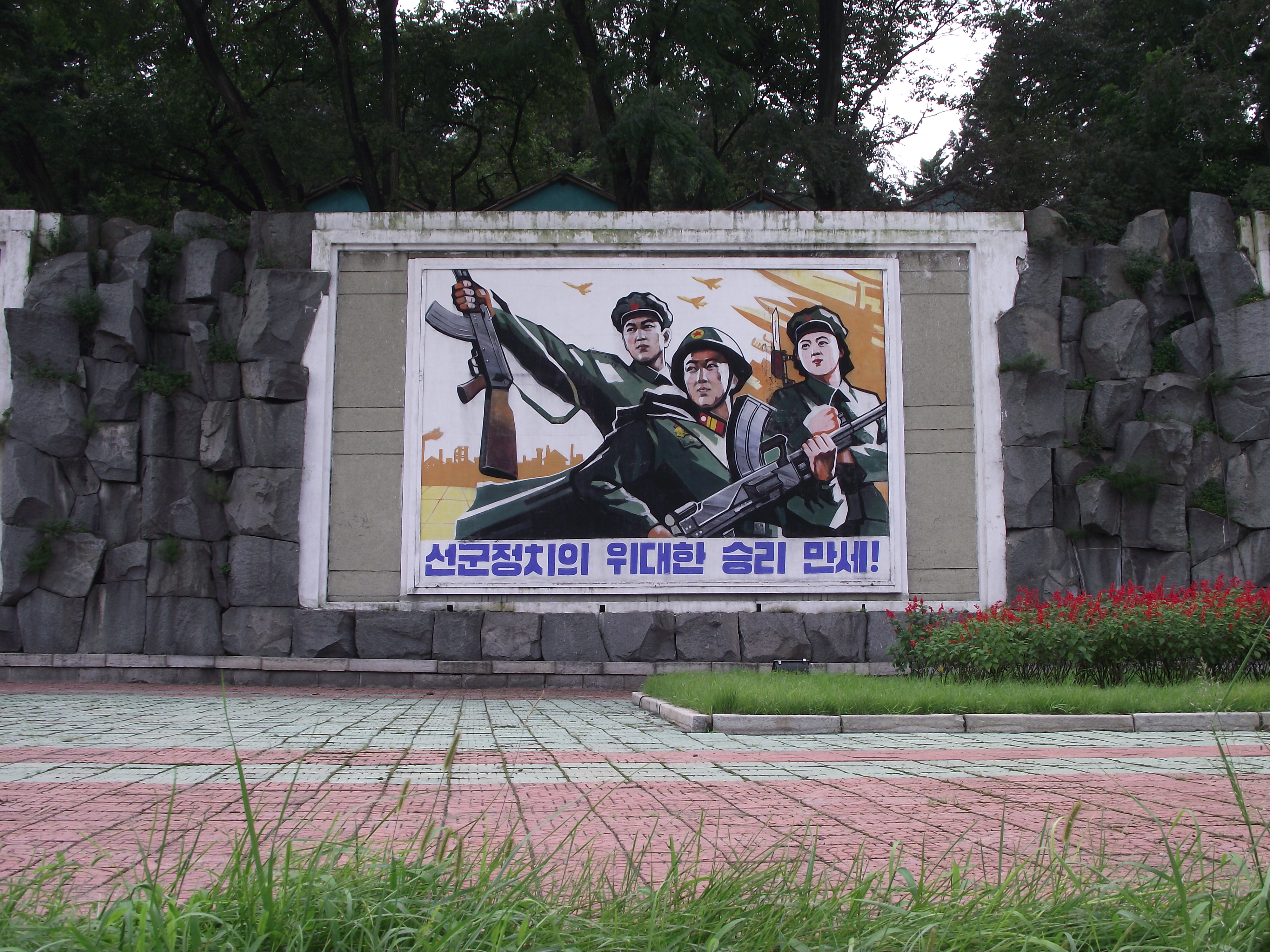
Mural de propaganda del Songun en Pionyang. Los soldados que están atrás tienen fusiles de asalto Tipo 58, versión norcoreana del AK-47 ruso, y el que esta adelante porta una ametralladora ligera Tipo 73.

Bajo el régimen personalista de Kim Jong-il, todo lo relacionado al sector castrense tiene prioridad por sobre lo civil. Esta política es oficialmente denominada Songun (Sŏn'gun, 선군정치). La vida militar es representada por la propaganda como algo que espontáneamente atrae a los norcoreanos, quienes incluso suelen con cierta frecuencia desobedecer órdenes de superiores, cuando estas entran en colisión con los más altos principios (ideológicos comunistas).

## Devoción al Estado
En las historias propagandísticas norcoreanas, los romances son con frecuencia mostrados como únicamente iniciados a partir del modelo de conducta personal “ideológicamente adecuado”, como cuando una mujer bella no le resulta atractiva a un hombre hasta que este se entera de que ella ha realizado trabajo voluntario, por ejemplo en una granja de patatas.

## Carestía alimenticia
La hambruna de Corea del Norte de la década de 1990 ha sido tratada por la propaganda oficial como solamente una “carestía de comida”, la cual fue vinculada con las malas condiciones climáticas y a una incorrecta implementación de las enseñanzas de Kim, pero dicha situación sería “incuestionablemente mejor” que la existente fuera de Corea del Norte. No obstante, se ha alegado que el gobierno llegó a urgir la ingesta de algunos “sustitutos alimenticios” evidentemente no nutritivos e incluso dañinos, tales como el aserrín.

## Prácticas

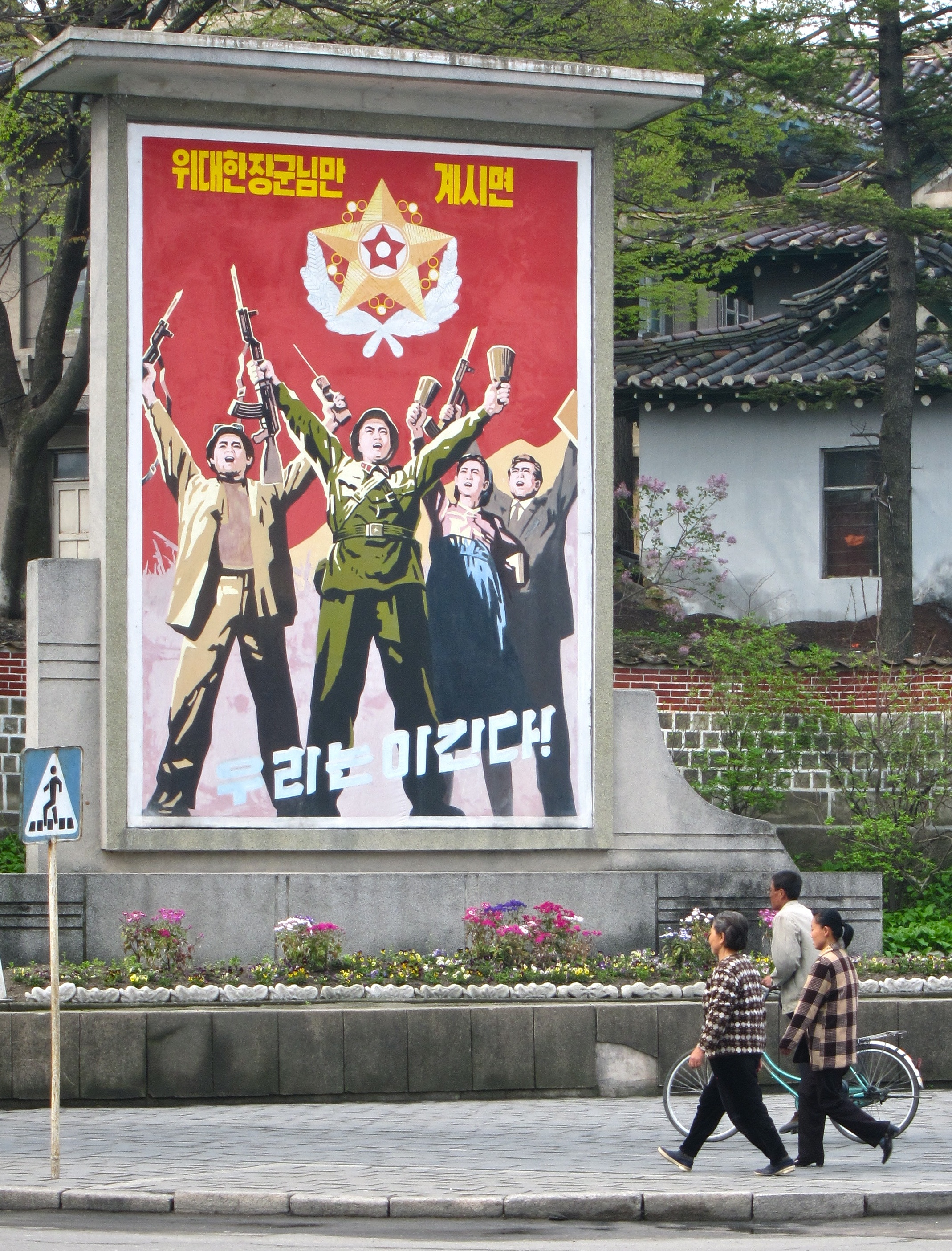
Mural de propaganda en Kaesong.

Cada año, una editorial estatal publica historietas (denominadas geurim-chaek en Corea del Norte), varias de las cuales suelen ser contrabandeadas a través de la frontera china y, a veces, terminan en algunas bibliotecas universitarias de los Estados Unidos.
Los libros editados en el país, que deben contar con la estricta autorización oficial para poder ser publicados, están concebidos para inspirar la filosofía Juche de autosuficiencia concebida por el fallecido Kim Il-sung (el fundador o “padre” de Corea del Norte), la cual implica una creencia radical en la autosuficiencia estatal.
Las tramas de las historias narradas o relatadas muestran mayoritariamente a capitalistas de los Estados Unidos y del Japón que engañan o les crean problemas a los más o menos ingenuos personajes norcoreanos, quienes no obstante -luego de rápidamente adquirir conciencia de clase revolucionaria- terminan saliendo airosos de dichas situaciones.
Lo relacionado al aspecto propagandístico de Corea del Norte es principalmente controlada por del denominado Departamento de Propaganda y de Agitación del Partido de los Trabajadores de Corea.

## Afiches
Los carteles propagandísticos representan las “acciones correctas” que deben ser realizadas en cada aspecto de la vida cotidiana, incluso haciendo referencia a la vestimenta apropiada.

## Arte

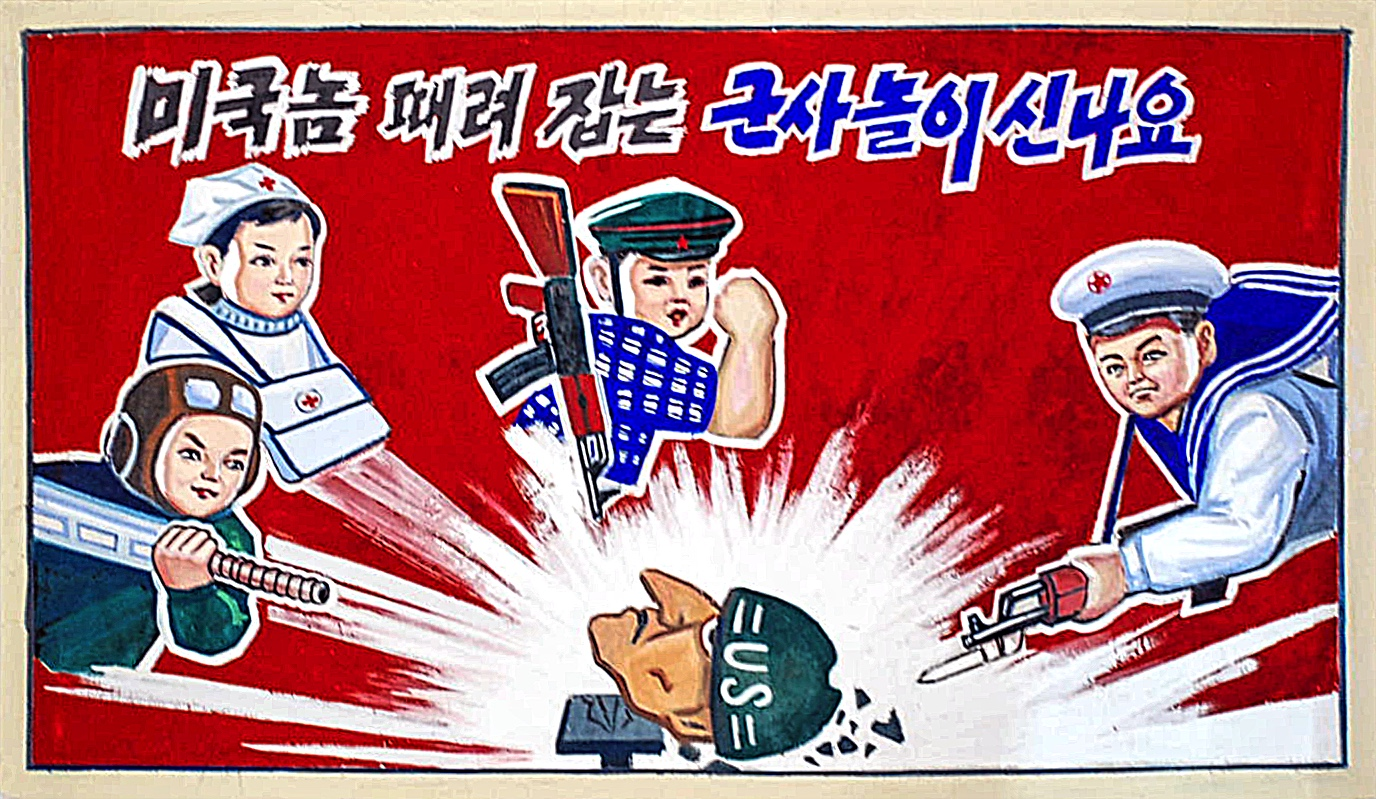
Póster de propaganda en la escuela primaria de la granja Chongsan-ri, que muestra a niños armados luchando contra un soldado estadounidense.

El arte norcoreano, suele frecuentemente representar temas militares, naturalmente siempre desde la óptica ideológica comunista o Juche.
“La chica de las flores” -una ópera revolucionaria supuestamente escrita por el mismo líder supremo Kim Il-sung- fue adaptada al formato cinematográfico y llevada al cine, convirtiéndose en la película más popular de Corea del Norte. La misma muestra el sufrimiento de su heroína durante el período de la ocupación colonial japonesa, hasta que su hermano partisano regresa del frente para cobrar venganza respecto del opresivo explotador de ella. Llegado a ese punto, luego de haber conciencia de clase, la chica urge por apoyo en favor de la revolución socialista.

## Lectura adicional
- Portal, Jane (2005). Art Under Control in North Korea (“Arte bajo control en Corea del Norte”). Reaktion Books. ISBN 9781861892362.